# Liga Élite Femenina de hockey línea 2019-20
La temporada 2019-20 de la Liga Élite Femenina de hockey línea es la máxima categoría del hockey con patines en línea en su categoría femenina en España. El torneo lo organiza la Real Federación Española de Patinaje (RFEP).

## Equipos
| Club                              | Sede                | Comunidad autónoma   |
| --------------------------------- | ------------------- | -------------------- |
| CPLV Munia Panteras               | Valladolid          | Castilla y León      |
| Tres Cantos Patín Club            | Madrid              | Madrid               |
| SAB Tucans ASME                   | San Adrián de Besós | Cataluña             |
| CE Barcelona Tsunamis             | Barcelona           | Cataluña             |
| Club Patí Vila-real               | Villarreal          | Comunidad Valenciana |
| Hockey Club Rubí Cent Patins      | Rubí                | Cataluña             |
| Club Hockey Linea Aranda De Duero | Aranda de Duero     | Castilla y León      |
| Espanya Hockey Club               | Mallorca            | Islas Baleares       |

## Clasificación
| | Equipo                            | Puntos | Bonus | J  | G  | E | P  | GF | GC | DG  |
| --- | --------------------------------- | ------ | ----- | -- | -- | - | -- | -- | -- | --- |
| 1 | Tres Cantos Patín Club            | 32     | 0     | 12 | 10 | 2 | 0  | 58 | 22 | 36  |
| 2 | CPL Valladolid Munia Panteras     | 26     | 0     | 12 | 8  | 2 | 2  | 57 | 19 | 38  |
| 3 | Hockey Club Rubí Cent Patins      | 26     | 4     | 12 | 6  | 4 | 2  | 38 | 26 | 12  |
| 4 | SAB Tucans ASME                   | 21     | 3     | 12 | 5  | 3 | 4  | 53 | 29 | 24  |
| 5 | CE Barcelona Tsunamis             | 19     | 0     | 11 | 6  | 1 | 4  | 32 | 22 | 10  |
| 6 | Club Patí Vila-real               | 10     | 0     | 11 | 3  | 1 | 7  | 19 | 34 | -15 |
| 7 | Espanya Hockey Club               | 6      | 0     | 12 | 2  | 0 | 10 | 13 | 72 | -59 |
| 8 | Club Hockey Línea Aranda De Duero | 1      | 0     | 12 | 0  | 1 | 11 | 16 | 62 | -46 |
| Fuente: Federación Española de Patinaje: Clasificación de la Liga Élite femenina de hockey línea; actualización automática |                                   |        |       |    |    |   |    |    |    |     |

- Datos: Q71246626